# Heckler & Koch P30
Heckler & Koch P30 je njemački poluautomatski pištolj projektiran na temelju P2000 pištolja. Rani prototipovi ovog pištolja nazvani su P3000. Dostupan je samo u izvedbi za 9x19 mm Paravellum streljivo i ne zna se hoće li se u ponudi naći inačica s nekim drugim kalibrom. Kapacitet spremnika je 15 metaka. 
Krajem 2006. Njemačka Savezna carina (Zollkriminalamt) je naručila 13.500 primjeraka P30V6 pištolja za svoje potrebe, čime je postala prvi kupac P30. Osim toga, norveška policija je naručila oko 7000 primjeraka P30LV1 pištolja. U listopadu 2008., švicarska policija je naručila nepoznat broj P30 pištolja, koji bi trebali zamijeniti SIG P228 pištolje.
Krajm studenog 2008. njemačka Savezna policija (Bundespolizei) je naručila 30.000 P30 s opcijom nabave još 5.000. Isporuka će biti izvršena između ljeta 2009. i 2011. godine.

## Korisnici
- Njemačka - carina,[1] Savezna policija[3]
- Norveška - policija[1]
- Švicarska - policija u Zurichu[2]

## Vanjske poveznice
- Stranica proizvođača  Arhivirana inačica izvorne stranice od 6. siječnja 2010. (Wayback Machine)
- P30 priručnik za uporabu  Arhivirana inačica izvorne stranice od 5. listopada 2007. (Wayback Machine)
- 2008 Heckler & Koch Military and LE brochure